# Distretto di Saint-Brieuc
Il distretto di Saint-Brieuc era una divisione territoriale francese del dipartimento delle Côtes-d'Armor, istituita nel 1790 e soppressa nel 1795.
Era formato dai cantoni di Port Brieux, Chatelaudren, Etables, Pledran, Plœuc, Plouvara, Quintin e Yffiniac.